# Шубравцы

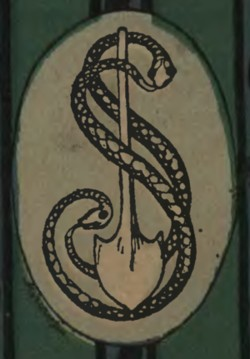
Эмблема шубровцев

Шубравцы (пол. Szubrawcow towarzystwo — «Общество прохвостов» от. пол. szubrawiec — шельма, бездельник) ― самоназвание членов литературного либерального просветительского общества, существовавшего в Вильно в 1817—1822 и в 1899—1914 годах.

## Возникновение общества, его цели
«Общество прохвостов» (буквально Szubrawcow towarzystwo) организовалось в 1817 году, состояло из виленской интеллигенции. Его членами были доктор медицины Я. Шимкевич, братья Снядецкие, профессор Виленского университета Леон Боровский, историк М. Балинский, поэт И. Шидловский, Антоний Марциновский, Богуслав Рихтер, Юзеф Сенковский, Филипп Голанский, Михаил Ремер и другие. В общество входили также известные позже русские писатели Николай Греч и Фаддей Булгарин.
Главной своей задачей шубравцы считали борьбу против невежества, дворянского тунеядства, крестьянского пьянства, ратовали за просвещение народа.
Характер общества носил светский характер. Шубравцы издавали сатирическую газету «Wiadomosci Brukowe» («Уличные вести»), где высмеивали католическое духовенство, особенно иезуитов, требовали правового равенства людей перед законом. Стиль публикация носил весёлый задиристый характер. Редакторами газеты были И. Ляхницкий и К. Контрим. Здесь в 1816 году свои первые юмористические очерки публиковал молодой О. Сенковский, исторические рассказы о прошлом И. Ходзько, стихи ― А. Горецкий и Томаш Зан.
Шубравцы печатали свои произведения под псевдонимами, взятыми из литовской мифологии. Активно сотрудничали в еженедельнике «Tygodnik Wilenski», поддерживали связь с виленскими филаретами и филоматами. Почти все состояли в масонских ложах.
В обществе был свой пародийный церемониал ― карикатура на масонские тайные собрания.

## Прекращение деятельности

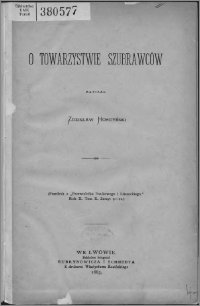
Брошюра об обществе

Общество распалось после закрытия властями газеты и преследования правительством масонских организаций. В 1830 году была предпринята попытка издавать еженедельный журнал под новым названием ― «Баламут Петербургский» (Bałamut Petersburski) в Петербурге, журнал выходил до 1836 года. Его редактировал Адам Рогальский, публиковались Юзеф Крашевский, живущие в Петербурге О. Сенковский и Ф. Булгарин.
Общество (Neoszubrawcy) было возобновлено в 1899 году Тадеушем Врублевским. Собрания проводились в вильнюсском кафе «Rekarzem» или в квартире Врублевского на Университетской улице. В 1914 году в связи с войной общество распалось.